# Athéisme d'État

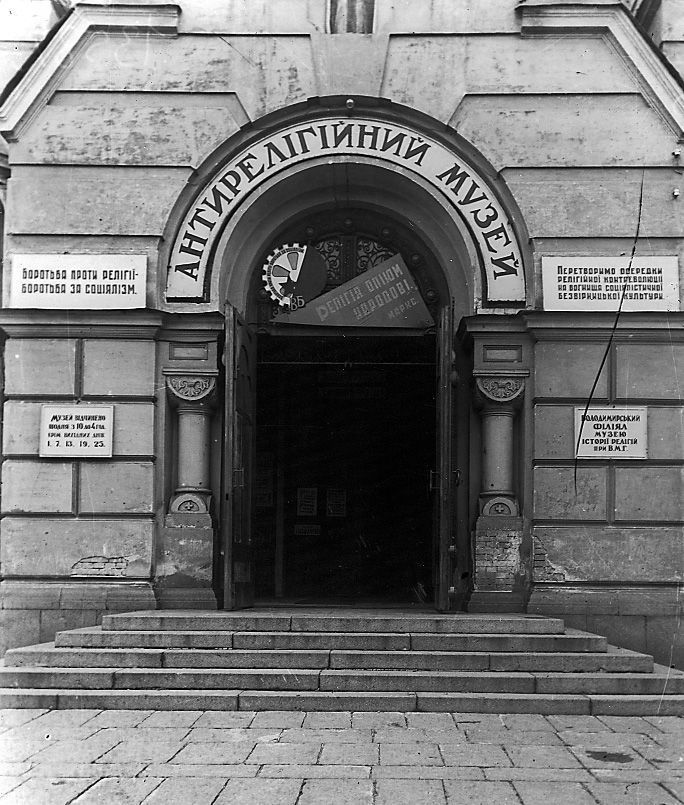
La cathédrale Saint-Vladimir de Kiev, reconvertie en « musée antireligieux » par les autorités soviétiques dans les années 1920.

L’athéisme d'État désigne la promotion de l'athéisme comme doctrine officielle, voire obligatoire, d'un État. Il se distingue radicalement de la laïcité, qui sépare l'État des religions, mais les laisse libres et ne promeut ni l'athéisme, ni l'agnosticisme, ni la croyance, mais seulement la liberté de conscience dans le respect de la loi, c'est-à-dire sans dérives commerciales et sans monopole idéologique.
Des politiques relevant de l'athéisme d'État ont été mises en place à plusieurs époques. Elles atteignent leur apogée au XXe siècle avec l'avènement des États communistes, qui ont tous persécuté et cherché à contrôler les religions, mais ne les ont pas toutes interdites, du moins pas tout au long de leur histoire.

## Histoire
Des formes d'athéisme d'État ont été promues lors de la révolution mexicaine (1910-1920) et après la révolution bolchevique (1917) dans les États communistes, avec des formes extrêmes (interdiction des rituels, massacre des religieux, déportation des fidèles s'obstinant à pratiquer, démolition des lieux de culte) en Russie soviétique (1920-1941), en Chine (1950-1982), en Albanie (1947-1990), au Cambodge (1975-1979), en Corée du Nord (1949-2009) et en Éthiopie (1987-1991).

Carte du monde montrant des nations qui pratiquaient ou qui pratiquent actuellement l'athéisme d'État :
Pays ayant pratiqué un athéisme d'État durant des périodes de leur histoire.
Pays pratiquant un athéisme d'État en 2020.

### Pays communistes
En Union soviétique, en Europe centrale et de l'Est et ailleurs dans le monde (Chine, Corée du Nord, Vietnam, Laos, Cambodge, Cuba, Yémen, Éthiopie et autres pays africains), des pays d'une grande diversité historique et culturelle ont pratiqué l'athéisme d'État, dans le cadre de la lutte des classes et selon la définition marxiste-léniniste de la religion comme facteur d'« aliénation sociale » : un « opium du peuple » dont les clercs ou moines étaient considérés comme des « laquais des exploiteurs » et des « parasites sociaux »,.
En Union soviétique et dans le « bloc de l'Est », après la consolidation du pouvoir communiste et la mort en détention des hiérarques et des clercs insoumis ou réfractaires au communisme, le pouvoir ne chercha plus à interdire la pratique religieuse, mais à la contrôler. Certains des lieux de formation théologique fermés dans la période initiale (jusqu'en 1941 en URSS, jusqu'en 1960 dans les autres pays communistes) furent remis en fonction, sous étroite surveillance de la police politique communiste ; les lieux de culte encore debout furent progressivement rouverts (d'abord seulement pour les fêtes majeures) et les nouveaux clercs tolérés par le régime devinrent, bon gré mal gré, des collaborateurs des autorités.
Lorsque le pouvoir communiste s'effondra et que l'URSS se disloqua, les cultes s'émancipèrent idéologiquement et toutes leurs activités furent à nouveau autorisées. Mais leur situation était très inégale : le judaïsme avait en grande partie disparu, l'émigration ayant succédé à la « Shoah par balles » et à la terreur rouge qui avaient fait disparaître toutes les yeshivot ; l'islam avait perdu ses médersas, ses confréries et ses lettrés, devenant vulnérable aux propagandistes extrémistes venus du Moyen-Orient ; quant aux églises chrétiennes, beaucoup sont redevenues, dans leurs formes conservatrices, des piliers identitaires des peuples concernés. Certaines contrôlent les pouvoirs civils comme en Pologne, tandis que d'autres font cause commune avec eux, comme en Serbie, Bulgarie, Roumanie ou Russie, où elles ont diffusé le nationalisme (parfois protochroniste) adopté à la place du communisme par les gouvernements et les nouveaux partis politiques de ces pays, restés aux mains de la nomenklatura à laquelle les clercs ont été intégrés. En échange de ce service, ces églises ont récupéré leurs propriétés, ouvert des maisons d'édition, des chaînes de télévision et des circuits de tourisme religieux, et reçu la charge des cours de religion à l'école publique.

#### Union soviétique

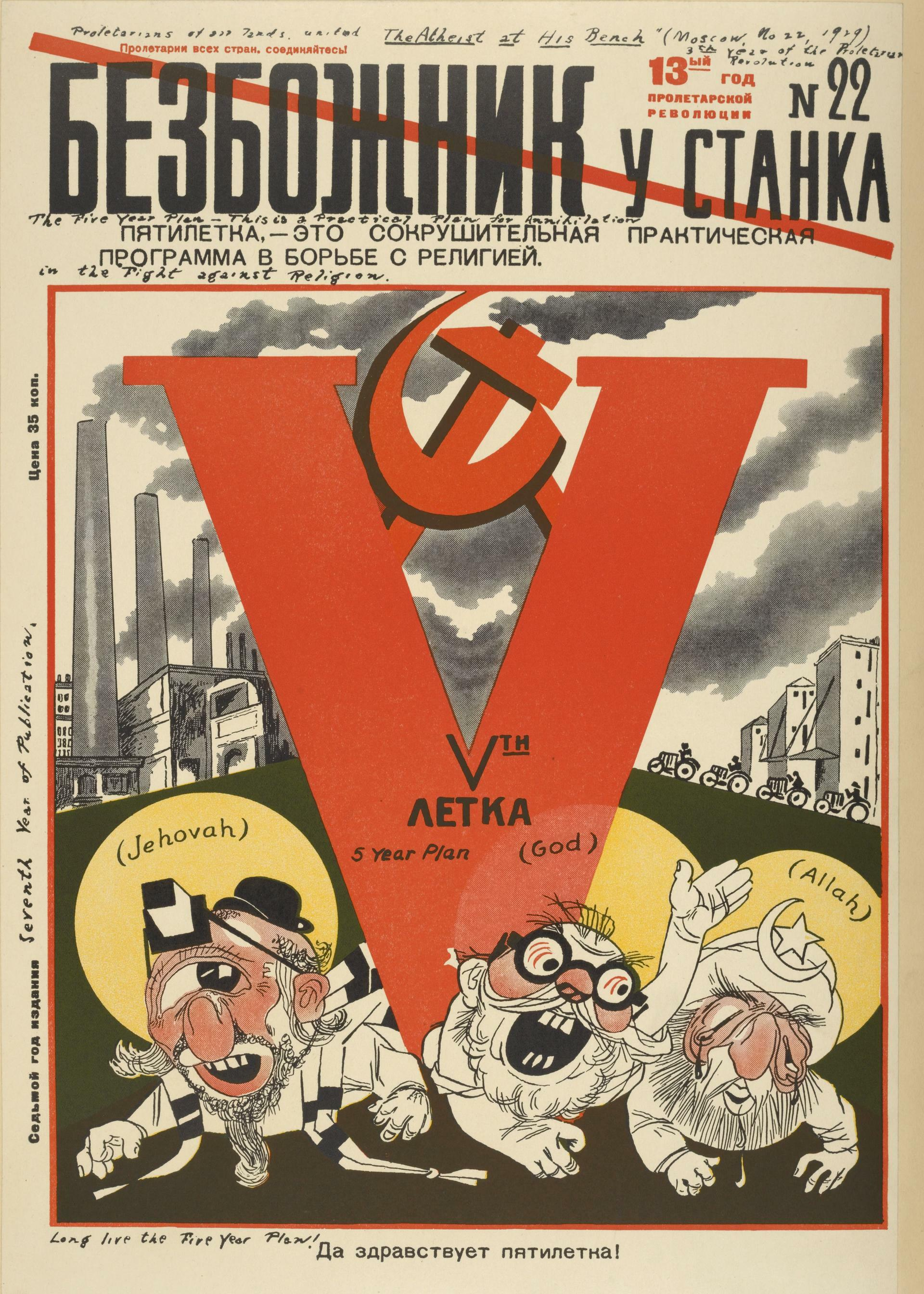
Couverture de Bezbozhnik en 1929, magazine de la Ligue des militants athées. Le premier plan quinquennal de l’Union soviétique écrase les dieux des religions abrahamiques.

L'Union soviétique a une longue histoire d'athéisme d'État exigeant des citoyens qu'ils militent pour l'athéisme, ne fassent pas pratiquer des sacrements et ne fréquentent pas les lieux de culte (beaucoup furent dynamités, comme la cathédrale du Christ-Sauveur de Moscou) : la désobéissance pouvait conduire au Goulag. Cette politique a été poussée à son paroxysme entre 1920 et 1939 : même des fêtes majeures comme Noël et Pâques furent abolies, et le père Noël fut remplacé par le « père Dugel »,,. L'Union soviétique tenta de supprimer l'influence des religions sur de grands espaces géographiques, notamment en Asie centrale.

#### Albanie
La république populaire socialiste d'Albanie a interdit la pratique de toute religion jusqu'en 1990. Tous les lieux de culte ont été soit démolis, soit reconvertis en espaces civils ; imams et prêtres ont été massacrés et de nombreux fidèles mis aux travaux forcés, notamment pour construire des milliers de blockhaus le long des frontières et des routes du pays (« mur d'Enver Hoxha »). En 1967, l'Albanie se proclamait officiellement « premier État athée du monde ».

#### Chine communiste
La république populaire de Chine revendique une politique d'athéisme d'État.
Pendant la période de violences et de persécutions voulue par Mao Zedong à partir de 1966 et dénommée « révolution culturelle », l'un des objectifs du Parti communiste chinois fut de mettre fin aux « quatre vieilleries » : les vieilles idées, la vieille culture, les vieilles coutumes et les vieilles habitudes, désignant à la même frénésie destructrice des « gardes rouges » le patrimoine culturel, littéraire, artistique, architectural du pays, et des traditions perçues comme étant aliénantes telles que les mariages arrangés, la dot, l'infanticide des nouveau-nés filles et la multitude de superstitions. La politique de destruction des religions ne fut officiellement abandonnée qu'en 1982, sous l'impulsion de Deng Xiaoping.
L'article 36 de la Constitution de la république populaire de Chine de 1982 tend aujourd'hui vers davantage de liberté de croyance et précise que, :

« Les citoyens de la République populaire de Chine jouissent de la liberté de religion. Aucun organisme d’État ni aucun groupement social ni aucun individu ne peuvent forcer un citoyen à avoir ou à ne pas avoir de religion, ni faire de discrimination à l'égard d'un croyant ou d'un non-croyant. »

 L’État tolère les pratiques religieuses ordinaires mais la justice donne une définition très large des « troubles de l'ordre social » et des « nuisances contre la santé des citoyens et le système éducatif de l’État », qui inclut tout discours et toute pratique déplaisant aux autorités ; de plus 

« les groupements religieux et les affaires religieuses ne doivent subir aucune domination étrangère… »

…où le mot « domination » inclut tout type de lien avec des coreligionnaires vivant hors de Chine. Cette volonté d'écarter les influences étrangères restreint ainsi la liberté de religion aux organisations religieuses officiellement reconnues et étroitement surveillées par le Gonganbu. Seules cinq organisations, dites « patriotiques », sont reconnues (les croyants qui adhéreraient à d'autres que ces cinq-là, risquent d'être poursuivis pour « activité religieuse illégale ») :
- Le Mouvement patriotique protestant triplement autonome de Chine (三自爱国运动),
- L'Association bouddhiste de Chine (中国佛教协会),
- L'Association islamique de Chine (中国伊斯兰教协会),
- L'Association taoïste de Chine (中国道教协会),
- L'Association patriotique catholique de Chine (中国天主教爱国会).

Un cas particulier est celui du Tibet, après la prise de pouvoir chinoise en 1959 et l'exil du 14e dalaï-lama en Inde. Avant 1959, le Tibet était une théocratie, car le dalaï-lama n'était pas seulement le chef spirituel des Tibétains mais aussi leur chef temporel, c'est-à-dire chef du gouvernement tibétain, et il l'est resté en exil jusqu'à sa retraite politique en mars 2011. Depuis cette date, le bouddhisme tibétain s'est retrouvé très isolé sur le plan politique, tandis qu'il survit sur le plan spirituel tant dans la diaspora tibétaine que dans les pays voisins où vivent des minorités tibétaines (Inde, Népal, Bhoutan) et même en Chine, où se trouve le panchen-lama qui a passé 14 ans en prison, et où les autorités ne le persécuteraient plus, mais incitent désormais les colons Han à adopter le bouddhisme, afin de mieux siniser le pays pour parfaire son assimilation à la Chine. Toutefois, en 1995, une controverse survient dans la nomination du panchen-lama.
Un autre cas plus récent est celui de la persécution du Falun Gong, où des arguments athées et scientistes ont été utilisés pour les attaquer,,,,.

#### Corée du Nord
La Corée du Nord est un État communiste officiellement athée, qui n'a cependant jamais interdit les religions mais les a très fortement persécutées entre 1955 et 1972 : durant cette période, 300 000 protestants, 35 000 bouddhistes, 30 000 catholiques et 12 000 chondoïstes ont définitivement disparu dans les camps de travaux forcés. La ligue bouddhiste nord-coréenne, fondée en décembre 1945, disparaît en 1965 ; la fédération chrétienne nord-coréenne, fondée en novembre 1946, disparaît en 1960. Comme la Chine, la Corée du Nord tolère quelques confessions, sous réserve qu'elles adhèrent aux dogmes de l'État, et persécute ceux qui vont à l'encontre des dogmes, fussent-ils membres des groupes tolérés.

#### Cambodge
Bien qu'officiellement, il affirmait s'inspirer tout autant des principes du bouddhisme que de ceux du marxisme-léninisme, le régime du Kampuchéa démocratique, l'Angkar (parti unique et gouvernement) des Khmers rouges, a fermé et souvent brûlé les lieux de culte, et tué les bonzes (ainsi que les missionnaires étrangers capturés) durant son génocide,.

#### Éthiopie
L'Éthiopie communiste a pratiqué la même Terreur rouge que d'autres États communistes, avec saccage des lieux de culte et persécution des communautés au nom de l'« émancipation des masses » et de la lutte des classes, bien que le pays eut une très ancienne tradition de tolérance religieuse, tant chrétienne que musulmane, juive et animiste. En 1991, l'État d'Israël parvient à exfiltrer les Juifs d'Éthiopie au nez et à la barbe de la dictature en place, alors affaiblie ; les autres confessions n'ont pas bénéficié de pareilles opérations, mais ont pu se reconstruire après la fin de la tyrannie.

#### Roumanie
La république populaire de Roumanie a utilisé ses hôpitaux psychiatriques comme centres d'incarcération de court terme pour les opposants politiques, ainsi que pour emprisonner des chrétiens accusés de tenir de manifestations religieuses « non-officielles », au nom notamment, de l'athéisme d’État,.

### Pays non communistes
Malgré l'association commune du communisme/socialisme et de l'athéisme d'État, il existe des cas dans l'histoire de pays avec des gouvernements marxistes qui ont rejeté explicitement ou implicitement l'athéisme d'État (la Nicaragua sandiniste) et ont même eu des religions officielles (le cas de la Somalie et, dans une moindre mesure, l'Afghanistan et le Yémen du Sud).

#### Mexique
Pour des articles plus généraux, voir Guerre des Cristeros et Religion au Mexique.
Les articles 3, 5, 24, 27 et 130 de la Constitution mexicaine de 1917, tels qu'ils ont été initialement adoptés, étaient anticléricaux et restreignaient énormément les libertés religieuses. Au début, les dispositions anticléricales n'ont été appliquées que sporadiquement, mais lorsque le président Plutarco Elías Calles a pris ses fonctions, il a appliqué ces dispositions de manière stricte. Le Mexique de Calles a été caractérisé comme un État athée et son programme comme étant celui d'éradiquer la religion au Mexique.
Toutes les religions ont vu leurs propriétés expropriées, et celles-ci sont devenues une partie de la richesse du gouvernement. Il y a eu une expulsion forcée du clergé étranger et la saisie des propriétés de l'Église. L'article 27 interdisait toute acquisition future de telles propriétés par les Eglises et interdisait aux corporations religieuses et aux ministres de créer ou de diriger des écoles primaires. Cette deuxième interdiction était parfois interprétée comme signifiant que l'Église ne pouvait pas donner d'instruction religieuse aux enfants dans les églises le dimanche, considérée comme détruisant la capacité des catholiques à être éduqués dans leur propre religion.
La Constitution de 1917 a également fermé et interdit l'existence des ordres monastiques (article 5), interdit toute activité religieuse en dehors des bâtiments religieux (maintenant propriété du gouvernement) et exigé qu'une telle activité religieuse soit supervisée par le gouvernement (article 24).
Le 14 juin 1926, le président Calles a promulgué une législation anticléricale connue officiellement sous le nom de Loi réformant le Code pénal et officieusement sous le nom de Loi Calles. Ses actions anticatholiques comprenaient l'interdiction des ordres religieux, la privation de l'Église des droits de propriété et la privation du clergé des libertés civiles, y compris son droit à un procès devant jury (dans les cas impliquant des lois anticléricales) et le droit de vote,. L'antipathie catholique envers Calles s'est renforcée en raison de son athéisme vocal.
En raison de l'application stricte des lois anticléricales, les habitants des régions fortement catholiques, en particulier les États de Jalisco, Zacatecas, Guanajuato, Colima et Michoacán, commencèrent à s'opposer à lui, et cette opposition conduisit à la guerre des Cristeros de 1926 à 1929, qui a été caractérisée par des atrocités brutales des deux côtés. Certains « Cristeros» ont appliqué des tactiques terroristes, tandis que le gouvernement mexicain a persécuté le clergé, tuant des Cristeros présumés et leurs partisans et exerçant souvent des représailles contre des individus innocents. Dans l'État de Tabasco, les soi-disant « Chemises rouges » ont commencé à agir.
Une trêve a été négociée avec l'aide de l'ambassadeur américain Dwight Whitney Morrow. Calles, cependant, n'a pas respecté les termes de la trêve – en violation de ses termes, il a fait fusiller environ 500 dirigeants cristeros et 5 000 autres cristeros, souvent dans leurs maisons, devant leurs conjoints et leurs enfants. Ce qui a été particulièrement offensant pour les catholiques après la soi-disant trêve, c'est l'insistance de Calles sur un monopole d'État complet sur l'éducation, supprimant toute éducation catholique et introduisant à sa place une éducation « socialiste » : « Nous devons entrer et prendre possession de l'esprit de l'enfance, de l'esprit de l'enfant ». La persécution s'est poursuivie alors que Calles maintenait le contrôle sous son « Maximato » et n'a pas cédé jusqu'en 1940, lorsque le président Manuel Ávila Camacho, un catholique croyant, a pris ses fonctions. Cette tentative d'endoctriner la jeunesse dans l'athéisme a commencé en 1934 en modifiant l'article 3 de la Constitution mexicaine pour éradiquer la religion en rendant obligatoire « l'éducation socialiste », qui « en plus d'éliminer toute doctrine religieuse » « combattrait le fanatisme et les préjugés », « construirait [ing] chez la jeunesse une conception rationnelle et exacte de l'univers et de la vie sociale". En 1946, cette « éducation socialiste » fut supprimée de la constitution et le document revint à l'éducation laïque généralisée, moins flagrante. Les effets de la guerre sur l'Église furent profonds. Entre 1926 et 1934, au moins 40 prêtres ont été tués. Là où il y avait 4 500 prêtres en activité dans le pays avant la rébellion, en 1934, il n'y avait que 334 prêtres autorisés par le gouvernement à servir quinze millions de personnes, le reste ayant été éliminé par l'émigration, l'expulsion et l'assassinat,. En 1935, 17 États n'avaient aucun prêtre.

#### Révolution française

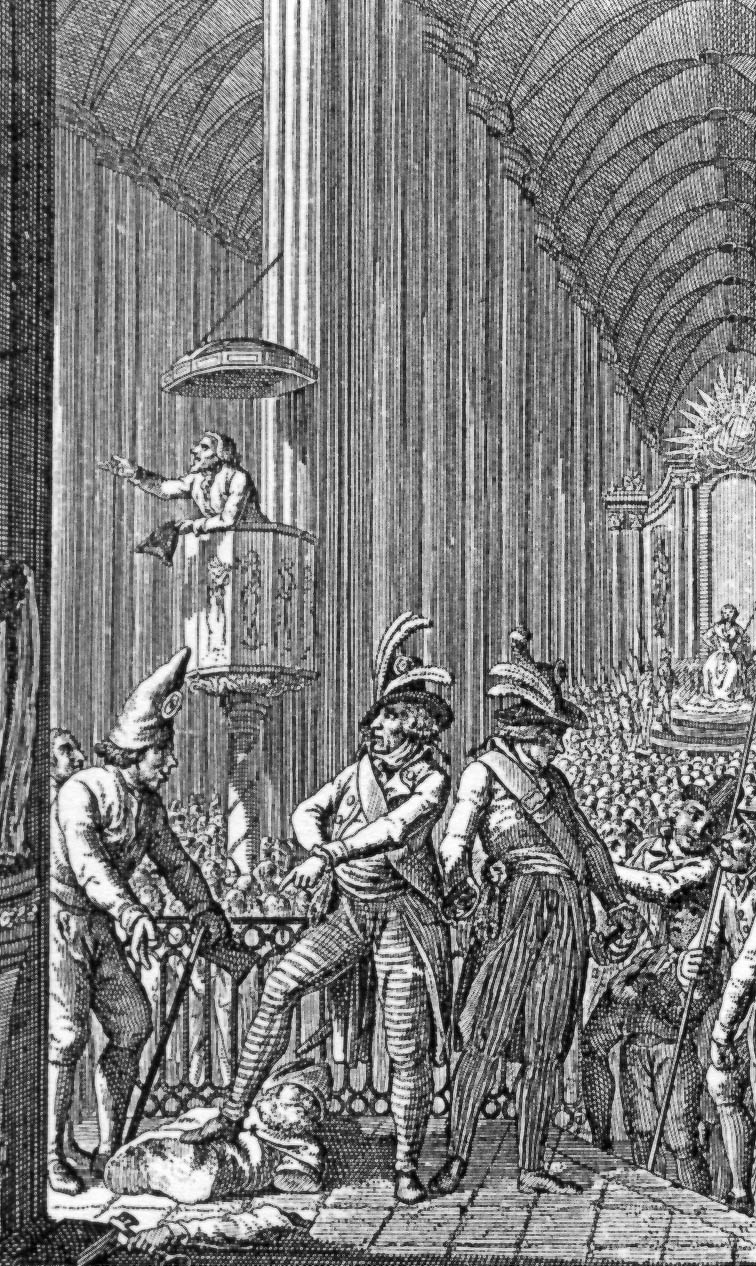
La cathédrale Notre-Dame de Strasbourg transformée en Temple de la Raison, représentée en 1794.

La Révolution française a commencé par des attaques contre la corruption de l’Église[réf. nécessaire] et la richesse du haut clergé, une action à laquelle même de nombreux chrétiens pouvaient s’identifier, puisque l’Église gallicane jouait un rôle dominant dans la France pré-révolutionnaire. Au cours d’une période de deux ans connue sous le nom de Règne de la Terreur, les épisodes d’anticléricalisme sont devenus plus violents que jamais dans l’histoire européenne moderne. Les nouvelles autorités révolutionnaires supprimèrent l’Église, abolirent la monarchie catholique, nationalisèrent les biens de l’Église, exilèrent 30 000 prêtres et en tuèrent des centaines d’autres. En octobre 1793, le calendrier chrétien fut remplacé par un calendrier calculé à partir de la date de la Révolution, et des fêtes de la Liberté, de la Raison et de l'Être Suprême furent programmées. De nouvelles formes de religion morale ont émergé, notamment le Culte déiste de l'Être Suprême et le Culte athée de la Raison, le gouvernement révolutionnaire exigeant brièvement l'observance du premier en avril 1794,,,,:1–17.